# Distrito de Accar
Akkar (en árabe: عكار) es un distrito (qadaa) en la Gobernación del Norte, en Líbano.

## Contexto geográfico
Se caracteriza por la presencia de una planicie costera relativamente extensa, con altas montañas hacia el este. 

## Historia
En 2003, Akkar dejó de ser un distrito, pero fue declarado como una muhafazah o provincia con su capital en Halba. La ciudad más grande de Akkar es Bebnin.
Akkar concentra a la mayoría de la comunidad alawi.
200.000 habitantes (32% cristianos).

## Lugares de interés
Akkar cuenta con varios sitios arqueológicos romanos y árabes importantes. Una de las zonas arqueológicas más famosas y lugar de nacimiento del emperador Alejandro Severo, es el Monte de Arca, cerca del pueblo de Miniara. 
La notable población de Mish Mish también se localiza dentro de Akkar.